# Huta Żabiowolska
Huta Żabiowolska – wieś w Polsce położona w województwie mazowieckim, w powiecie grodziskim, w gminie Żabia Wola.
W skład sołectwa Huta Żabiowska wchodzą Huta Żabiowska i Józefina
W latach 1975–1998 miejscowość administracyjnie należała do województwa skierniewickiego.